# Medinilla ovalis
Medinilla ovalis är en tvåhjärtbladig växtart som beskrevs av Elmer Drew Merrill. Medinilla ovalis ingår i släktet Medinilla och familjen Melastomataceae. Inga underarter finns listade i Catalogue of Life.